# Leticia Herrero
Leticia Herrero (Madrid, 1981) és una actriu espanyola. Ha treballat com a model de talles grans i professora d'autoescola. El seu debut com a actriu ha estat en la pel·lícula Gordos de Daniel Sánchez Arévalo.

## Filmografia
- Gordos, de Daniel Sánchez Arévalo, com Sofía.

## Premis i nominacions
Premi Goya
| Any  | Categoria                         | Pel·lícula | Resultat |
| ---- | --------------------------------- | ---------- | -------- |
| 2009 | Goya a la millor actriu revelació | Gordos     | Nominada |

Premis de la Unión de Actores
| Any  | Categoria                             | Pel·lícula | Resultat |
| ---- | ------------------------------------- | ---------- | -------- |
| 2009 | Millor actor de repartiment de cinema | Gordos     | Ganador  |

Premis Cinematogràfics José María Forqué
| Any  | Categoria     | Pel·lícula | Resultat |
| ---- | ------------- | ---------- | -------- |
| 2010 | Millor actriu | Gordos     | Nominada |